# Râul Bâc
Bâcul (de asemenea și Bîc) este un râu în partea centrală a Republicii Moldova, afluent de dreapta al fluviului Nistru. Pe malul Bâcului se află capitala Republicii Moldova, orașul Chișinău, precum și orașele Călărași, Strășeni, Bucovăț și Vatra. Debitul mediu anual de apă al râului este de 1 m³/sec, iar lungimea de 155 km. Este un râu foarte poluat, cu precădere în aval de Chișinău. În amonte de Chișinău a fost construit în 1962 lacul de acumulare Ghidighici.

## Nume
Primele mențiuni scrise ale râului Bâcu apar în hrisoavele cancelariei domnești în prima jumătate a sec. al XV-lea (1420). Denumirea râului provine de la adjectivul turcic bủửk - „mare”, „lung”, având sensul de „râul de pe valea mare, lungă”. După Bacumenco-Pîrnău, denumirea este de origine slavă, ca și alte nume de râuri din zonă, cum ar fi chiar derivatul său diminutival Bâcovăț, și provine de la un cuvânt însemnând „fag”.

## Legenda Bâcului

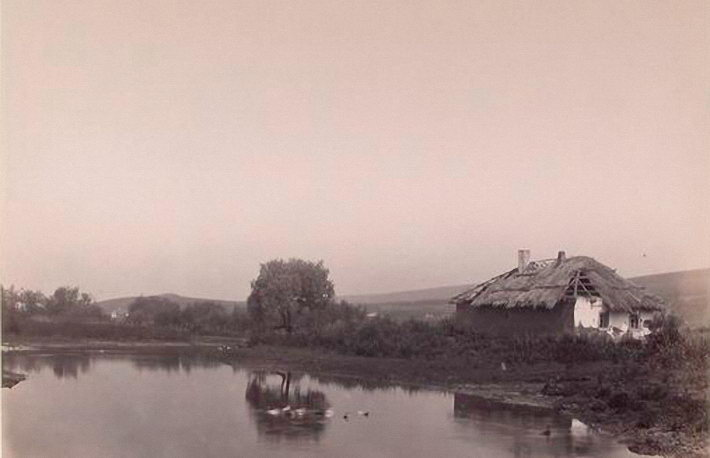
Râul Bâc. Imagine din 1889

„Potrivit legendei, cu mult timp în urmă, pe pământ, alături de oameni, trăiau uriașii. De la o vreme însă, uriașii au început să dispară. În schimb oamenii deveneau din ce în ce mai mulți. Într-o zi, o fată de uriaș, care încă nu știa de  existența oamenilor, a văzut un om mânând o căruță trasă de doi boi. Fata a mers la părinți să-i întrebe despre creatura ciudată. Aceștia i-au povestit despre oameni și despre faptul că în curând uriașii vor dispărea cu totul, iar oamenii vor pune stăpânire pe întreg pământul. Plină de ură, fata de uriaș a hotărât să-l găsească pe omul în căruță pe care-l văzuse mai devreme și să-l omoare. După lungi căutări fără rezultat, fata de uriaș a început să plângă. Lacrimile fetei au inundat teritorii mari, ajungându-l din urmă pe omul în căruță, înecându-i un bou. Se spune că prima lacrimă pe care a vărsat-o fata de uriaș s-a transformat în izvor, care apoi a crescut în râu. Iar râul a fost numit Bîc, deoarece așa numeau boul neamurile vecine. De atunci curge râul Bîc, trăgându-și numele de la acel bou înecat în lacrimile uriașei.”

## Cheile Bâcului

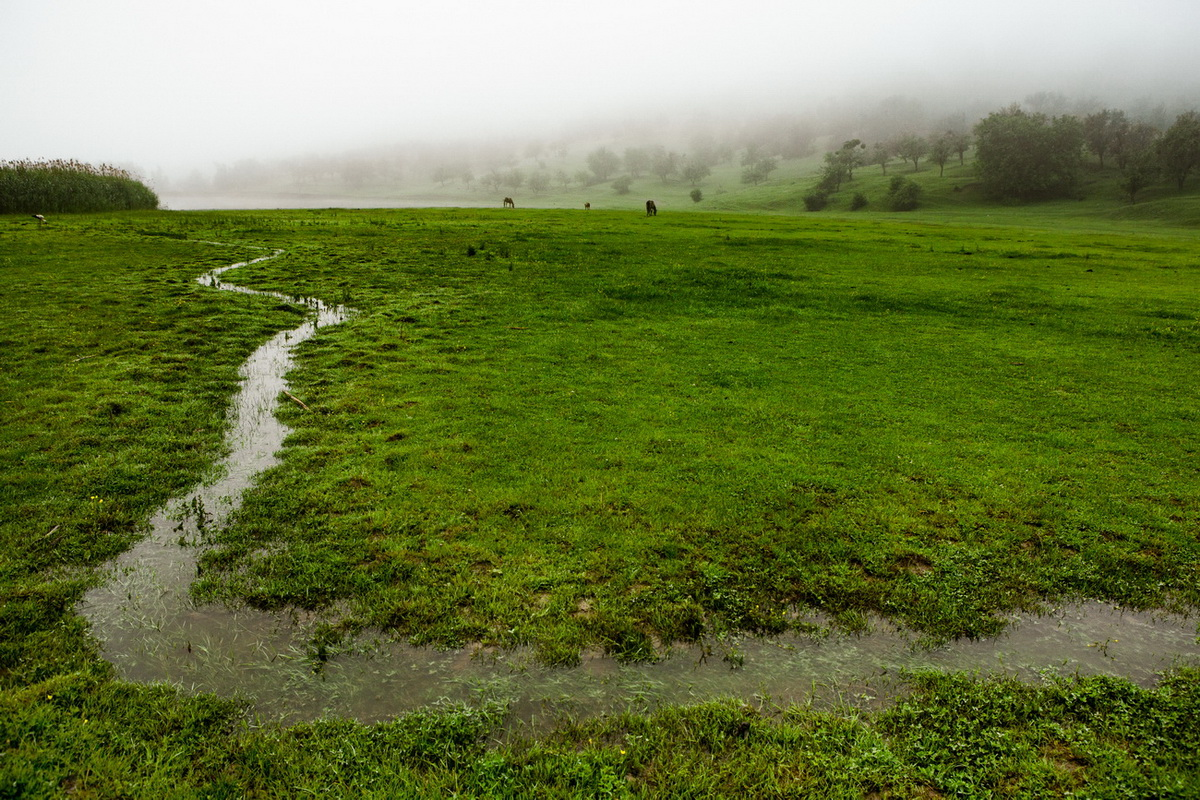
Bîcul în apropiere de izvorul său din Rezervația peisagistică Temeleuți.

În preajma orașului Vatra, râul Bâc curge printr-un defileu stâncos denumit Cheile Bâcului.  
Zona respectivă a suscitat interesul multor cercetători. Astfel, Zamfir C. Arbore, în Basarabia în secolul al XIX-lea scrie:
„Cel mai vechi monument istoric, cea mai antică rămășiță istorică, al cărei nume s-a mai păstrat pe aici pe colea până în zilele noastre dincolo de Prut, sunt incontestabil Cheile Bâcului.”—Zamfir C. Arbore, Basarabia în secolul al XIX-lea''
Pe de altă parte, B.P. Hasdeu, în Magnum Etymologicum Romaniae, spune:
„Nu prin nume Bâcul are o importanță, ci printr-un monument dintr-o epocă imemorabilă, cu multe secole mai veche decât prima apariție a slavilor pe țărmurile Dunării. Acel monument se cheamă în popor Cheile Bâcului.”—B.P. Hasdeu, Magnum Etymologicum Romaniae, t.III, fasc. 3-a
În aceeași lucrare, Hasdeu emite ipoteza, susținută și de alți cercetători, că pietrele din Cheile Bâcului nu sunt o curiozitate a naturii, fiind mai degrabă amplasate de oameni. Hasdeu dă pietrelor o vechime de 2000 de ani, susținând ca acestea au fost așezate de bastarni, cu 200 de ani înaintea erei noastre. Conform lui Hașdeu, inițial pietrele secționau Basarabia pe orizontală, formând un zid de apărare, acesta străbătând codrii și ajungând până la Prut. De-a lungul timpului, însă, oamenii au folosit pietrele în gospodarie, astfel încât în prezent din zidul străvechi s-a păstrat doar zona Cheilor Bâcului.
Dimitrie Cantemir amintește și el de Cheile Bâcului în Descrierea Moldovei, spunând că șirul pietrelor se întinde peste Nistru până în Crimeea. Cantemir face referire și la legenda acestor pietre.

### Legenda Cheilor Bâcului
Legenda spune că într-o noapte dracii s-au gândit să bareze apa Bâcului cu bolovani, pentru ca râul să se reverse și să înece oamenii care locuiau în satele din împrejurime. Toată noaptea necurații au adus pietroaie la râu, dar când erau pe cale să-și termine treaba, cocoșii din satul din apropiere, dându-și seama de intenția dracilor, au cântat mult mai devreme de răsăritul soarelui. Dracii, speriați că-i apucă dimineața, au fugit, fără a se mai întoarce altă dată. 
„Nu departe de aci se vede un șir de pietre foarte mari, așezate în linie dreaptă, ca și cum ar fi puse într-adins de mână de om. [...] În limba țării se cheamă Cheile Bâcului și prostimea crede că este o lucrare a celor necurați, care i-ar fi conjurat să astupe apa Bâcului.”—Dimitrie Cantemir, Descrierea Moldovei''

## Istoric
Bâcul și afluentul său Bâcovăț erau hotarul dintre ținutul Orheiului la nord și ținutul Lăpușnei la sud. În cursul său inferior, Bâcul forma hotarul dintre Principatul Moldovei și raiaua Tighinei stăpânită de turcii otomani.
Bazinul Bâcului combină ambii factori care contribuie la inundații. Pe de o parte, precipitații extreme precum cele din 10 iunie 1948 când au căzut peste 200 mm/m2 în decurs de 24 de ore. Pe de altă parte, activități umane precum despăduririle și agricultura intensivă. Pentru a contracara inundațiile, în 1962 a fost construit barajul de la Ghidighici. Volumul lacului de acumulare, însă, a scăzut între timp în jumătate, de la 40 mil. m3 până la 20 mil. m3, din cauza înnămolirii.

## Situația ecologică

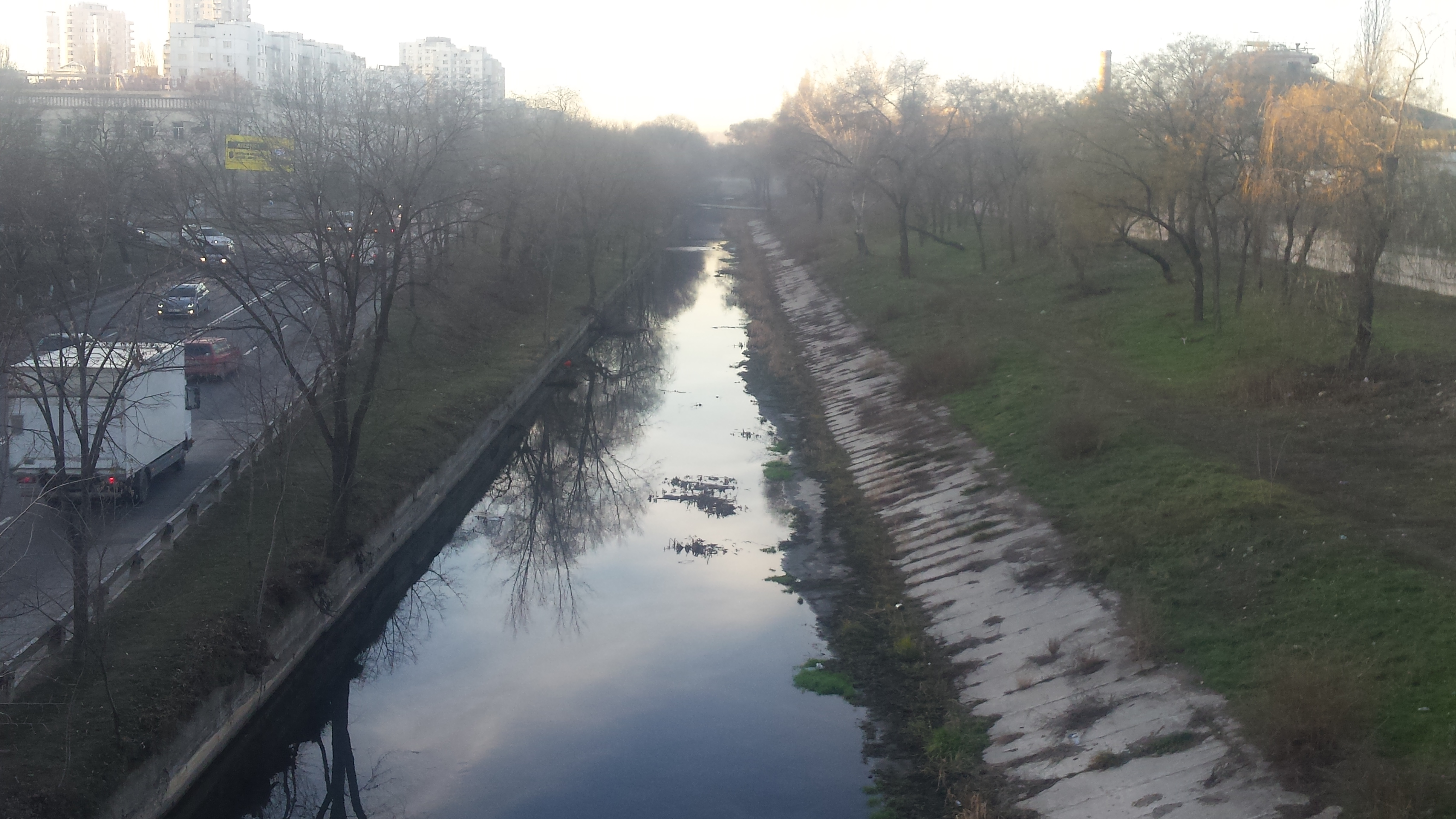
Bâcul prin Chișinău.

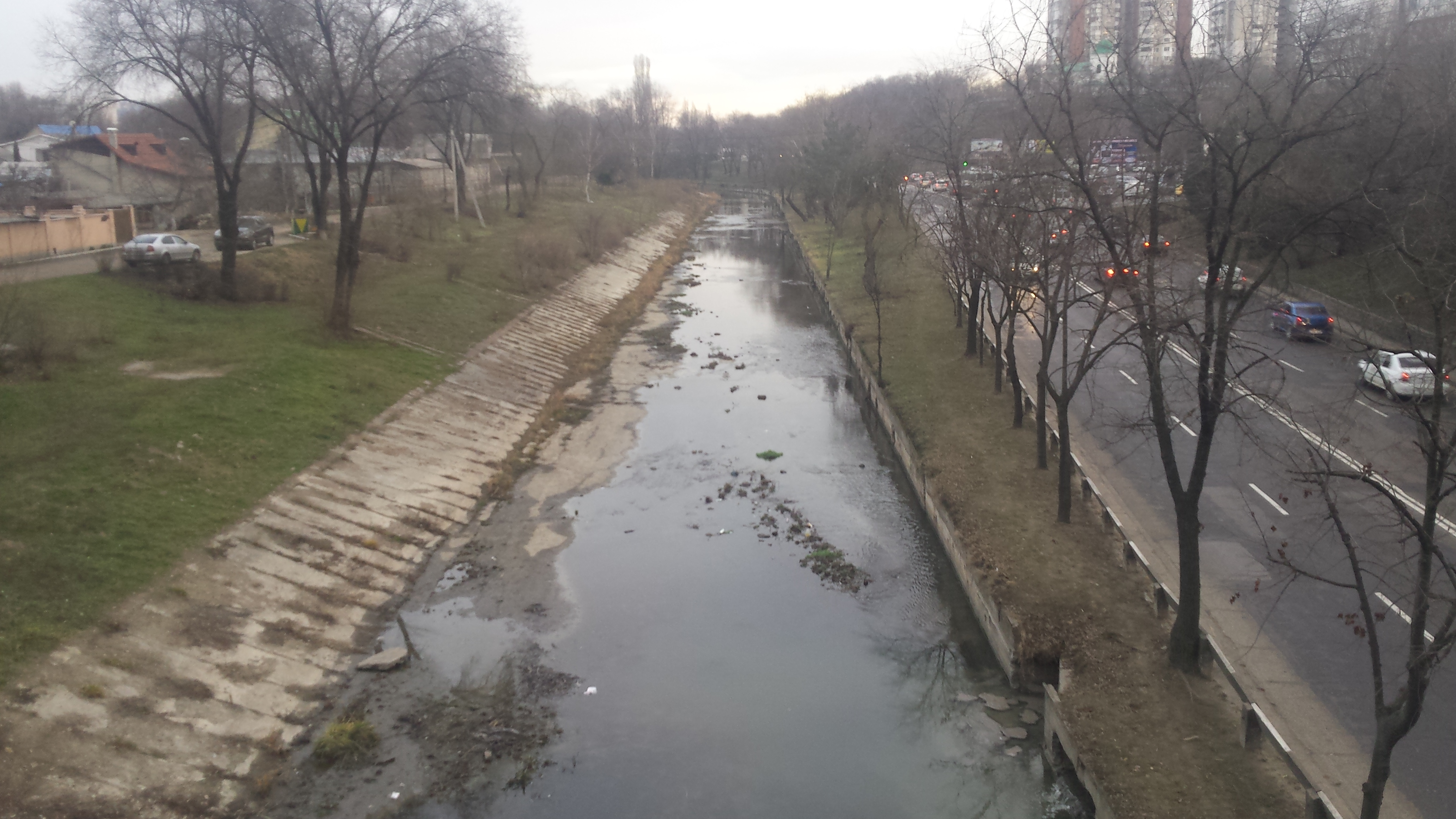

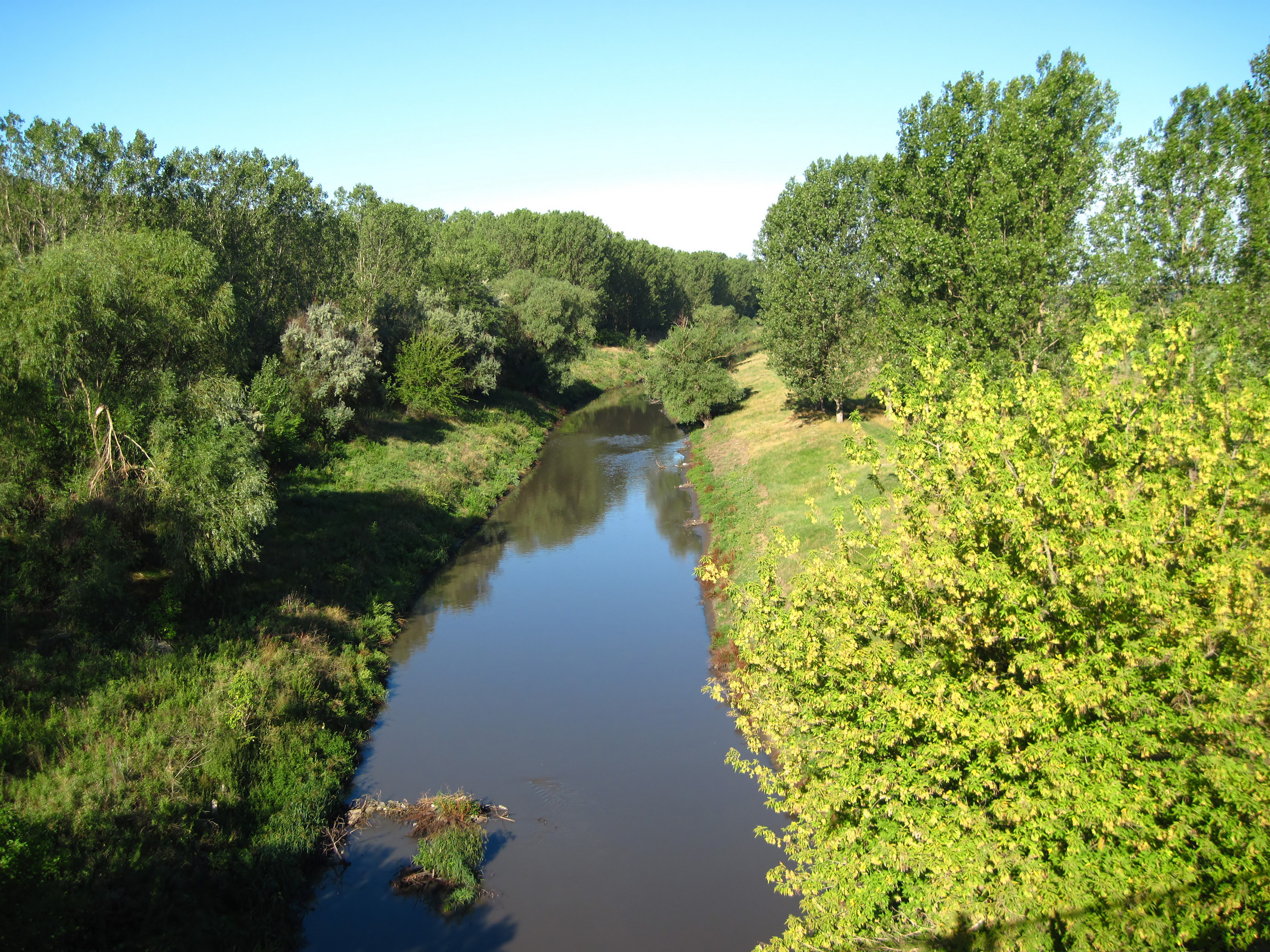
Bâcul aproape de vărsare în Nistru.

Starea ecologică a râului Bâc este gravă. Serviciul Hidrometeorologic de Stat (SHS) din Moldova măsoară calitatea apei din râu prin Indicele de Poluare a Apei (IPA). IPA ia în considerare următoarele substanțe din apă: amoniu, nitriți, produse petroliere, fenoli, oxigen dizolvat și necesarul biochimic de oxigen în 5 zile (DBO5). Indicele cuprinde mai multe clase de la 1 la 7; 1 fiind foarte curat și 7 fiind foarte poluat. Un 4 înseamnă că starea ecologică este degradată. Rezultatele măsurărilor efectuate în perioada 2004-2008 au arătat că calitatea apei din râul Bâc în aval de Chișinău este clasificată cu un 7, adică foarte poluată. Calitatea apei în amonte de oraș este considerată degradată și clasificată cu 4. Astfel, orașul Chișinău are un impact negativ asupra stării ecologice a râului Bâc.

## Fauna ihtiologică

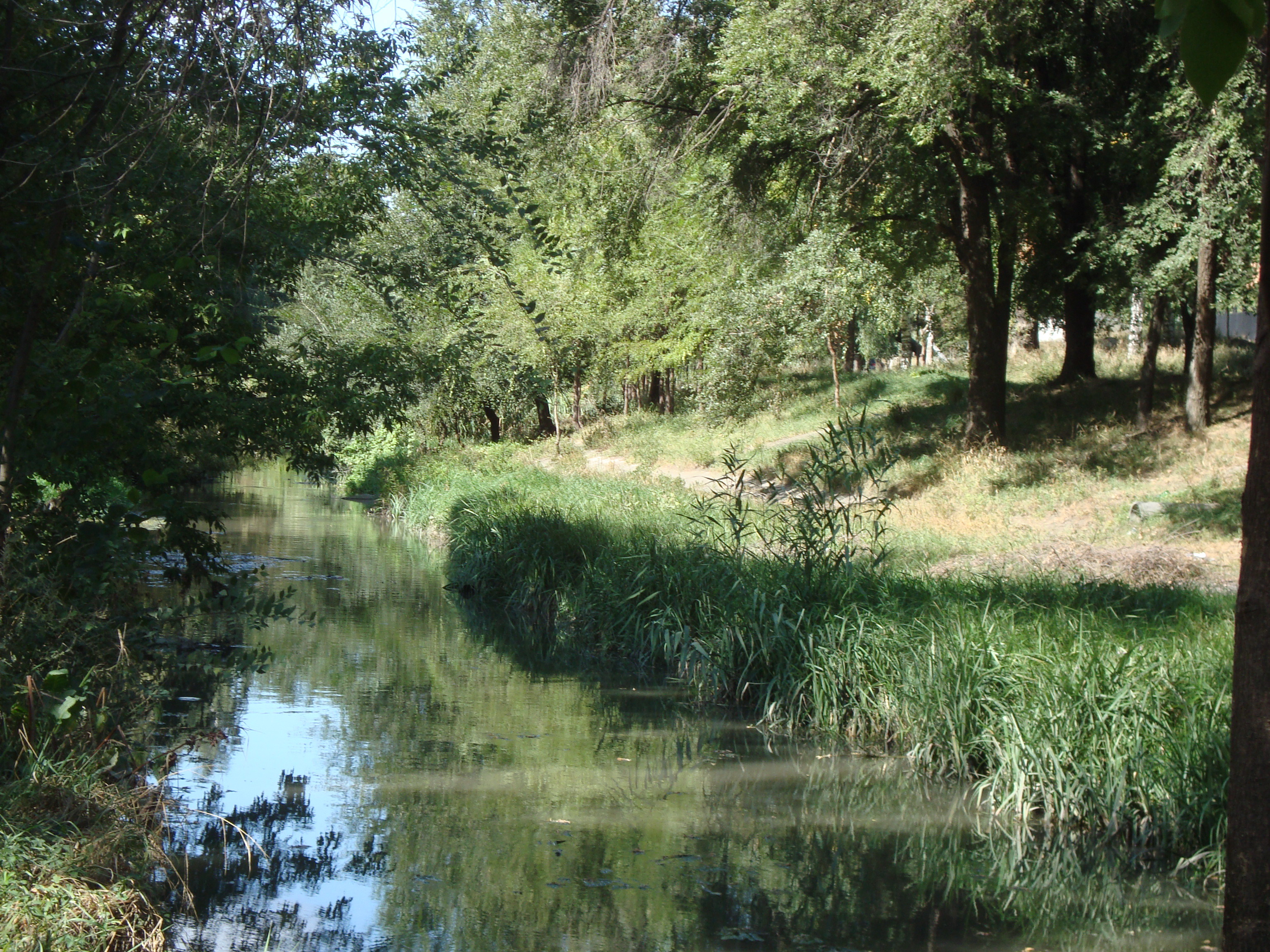
Cursul râului este acoperit pe alocuri cu stufăriș

În râul Bâc au fost identificate 26 de specii de pești: 
- Abramis brama (L., 1758) = Plătică
- Alburnus alburnus (L., 1758) = Obleț
- Carassius gibelio (Bloch, 1782) = Caraș argintiu
- Cobitis taenia L., 1758 = Zvârlugă
- Ctenopharyngodon idella (Valenciennes, 1844) = Cosaș
- Cyprinus carpio L., 1758 = Crap
- Esox lucius L., 1758  = Știucă
- Gasterosteus aculeatus L., 1758 = Ghidrin
- Gobio obtusirostris Valenciennes, 1842 = Porcușor
- Hypophthalmichthys molitrix (Valenciennes, 1844) = Sânger
- Hypophthalmichthys nobilis (Richardson, 1845) = Novac
- Leucaspius delineatus (Heckel, 1843) = Fufă
- Misgurnus fossilis (L., 1758) = Țipar
- Neogobius fluviatilis (Pallas, 1814) = Ciobănaș
- Neogobius gymnotrachelus (Kessler, 1857) = Mocănaș
- Neogobius kessleri (Guenther, 1861) = Guvid de baltă
- Neogobius melanostomus (Pallas, 1814) = Stronghil
- Perca fluviatilis L., 1758 = Biban
- Proterorhinus marmoratus (Pallas, 1814) = Moacă de brădiș
- Pseudorasbora parva (Temminck et Schlegel, 1846) = Murgoi bălțat
- Pungitius platygaster (Kessler, 1859) = Osar
- Rhodeus amarus (Bloch, 1782) = Boarță
- Rutilus rutilus (L., 1758) = Babușcă
- Sander lucioperca (L., 1758) = Șalău
- Scardinius erythrophthalmus (L., 1758) = Roșioara
- Syngnathus abaster Eichwald, 1831 = Ac de mare